# Palacio de las Artes Reina Sofía
El Palacio de las Artes Reina Sofía (en valenciano Palau de les Arts Reina Sofía, o simplemente Les Arts) es el teatro de la ópera de estilo neofuturista de Valencia (España), y sede de la Orquesta de la Comunidad Valenciana. Es obra de Santiago Calatrava y forma parte del complejo arquitectónico de la Ciudad de las Artes y las Ciencias.
Fue inaugurado el 8 de octubre de 2005. La primera ópera se interpretó el 25 de octubre de 2006, eligiéndose para la ocasión Fidelio, de Beethoven.
Desde su inauguración, el edificio ha conocido varios problemas, como el desprendimiento, el 26 de diciembre de 2013, de parte del trencadís que recubre el edificio, y que obligó más tarde a retirar la totalidad del recubrimiento por el fallo de adherencia observado.
A finales de octubre de 2014 comienzan las obras para la reposición de la cubierta de trencadís del edificio. En noviembre de 2015 el Palacio de las Artes Reina Sofía volvió a lucir el trencadís en su fachada y desde entonces no ha habido ningún problema.

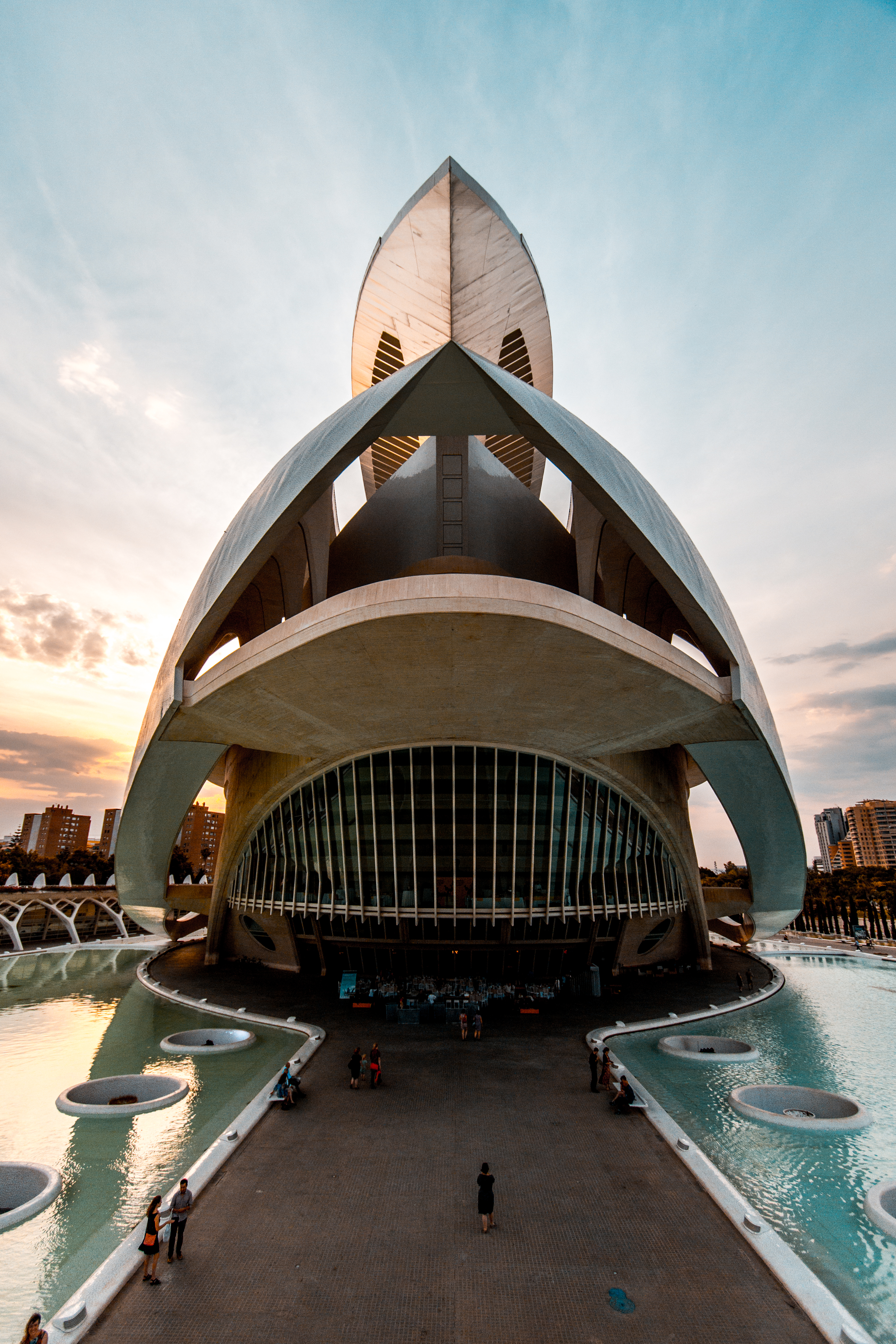
Atardecer, Palacio de las Artes Reina Sofía

## Elementos del Palacio de las Artes Reina Sofía
El edificio tiene 14 plantas sobre rasante y tres bajo rasante. Su altura es de 75 metros, siendo el teatro de ópera más alto del mundo.
El edificio consta de los siguientes salas: 
- Sala principal: con capacidad para 1412 espectadores, es el espacio donde tienen lugar las representaciones de ópera, ballet y demás espectáculos escénicos de la temporada de abono. Consta de una amplia platea y varios niveles de palcos distribuidos en herradura. Todas las butacas están dotadas de pantalla de texto preparada para la interpretación simultánea. La sala cuenta con cuatro gradas, uno de los escenarios más grandes del mundo equipado con todas las instalaciones importantes, y el tercer foso de orquesta más grande del mundo, con capacidad para 120 músicos.[7]

- Aula Magistral: tiene capacidad para 378 personas. En ella pueden realizarse eventos de menor formato. Su escenario permite la celebración de conferencias, recitales, encuentros educativos o mesas redondas.

- Auditorio: Tiene capacidad para 1490 espectadores, Por sus características es especialmente adecuado para la celebración de conciertos sinfónicos, estrenos cinematográficos y congresos o eventos especiales. Junto al Auditori, al que se accede por los ascensores panorámicos, se extienden las terrazas de palmeras, que ofrecen vistas de la ciudad.

- Teatre Martín i Soler: El teatro Martin i Soler situado bajo el lecho del río Turia, tiene capacidad para 400 personas. Debe su nombre al compositor valenciano Vicente Martín y Soler. En él se programa ópera barroca y música de cámara, pues está dotado de foso de orquesta y equipamiento escénico. Consta de un vestíbulo de acceso con cafetería. Esta sala tiene entrada independiente al resto del edificio, lo que permite albergar actos en su exterior.

## Compañía

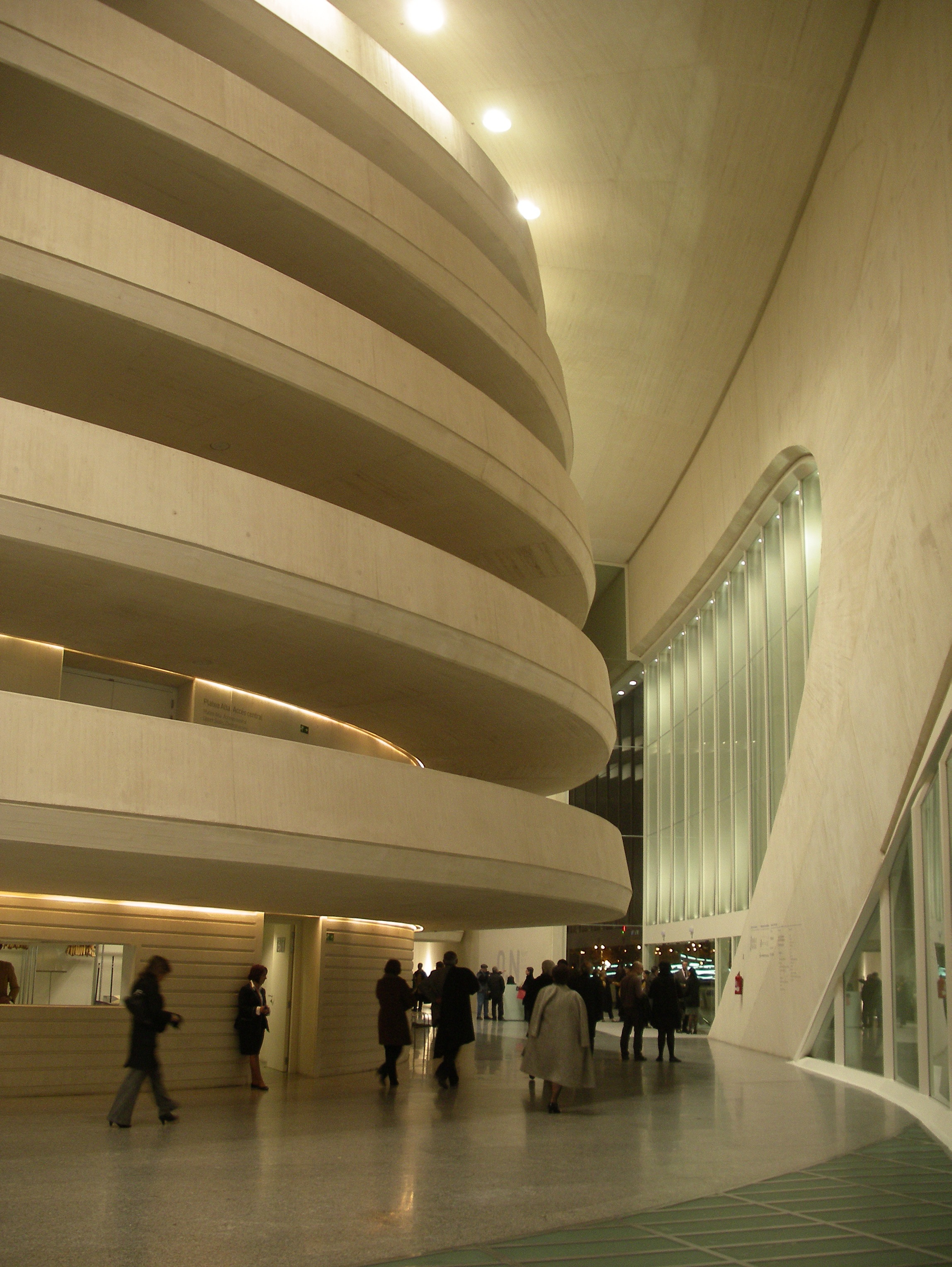
Foyer de Les Arts

Desde sus comienzos hasta 2015, fue su intendente Helga Schmidt quien contrató a Lorin Maazel como director musical, quien a su vez tuvo la tarea de formar una nueva orquesta estable para el teatro, la Orquesta de la Comunidad Valenciana.
Por su escenario han pasado voces de primera línea y también batutas de nivel como la de Zubin Mehta quien hasta el 2014 dirigió el Festival del Mediterrani, una mini temporada de ópera donde se fue representando, entre otras óperas, la tetralogía de El anillo del nibelungo de Wagner, la primera producción española de esta obra.
Desde el 1 de enero de 2019, Jesús Iglesias Noriega fue el director artístico de Les Arts, a quién siguíó James Gaffigan y desde el 1 de septiembre de 2025 será Mark Elder El 17 de septiembre de 2021, Les Arts nombra a Jorge Culla director general de la Fundación.

## Galería

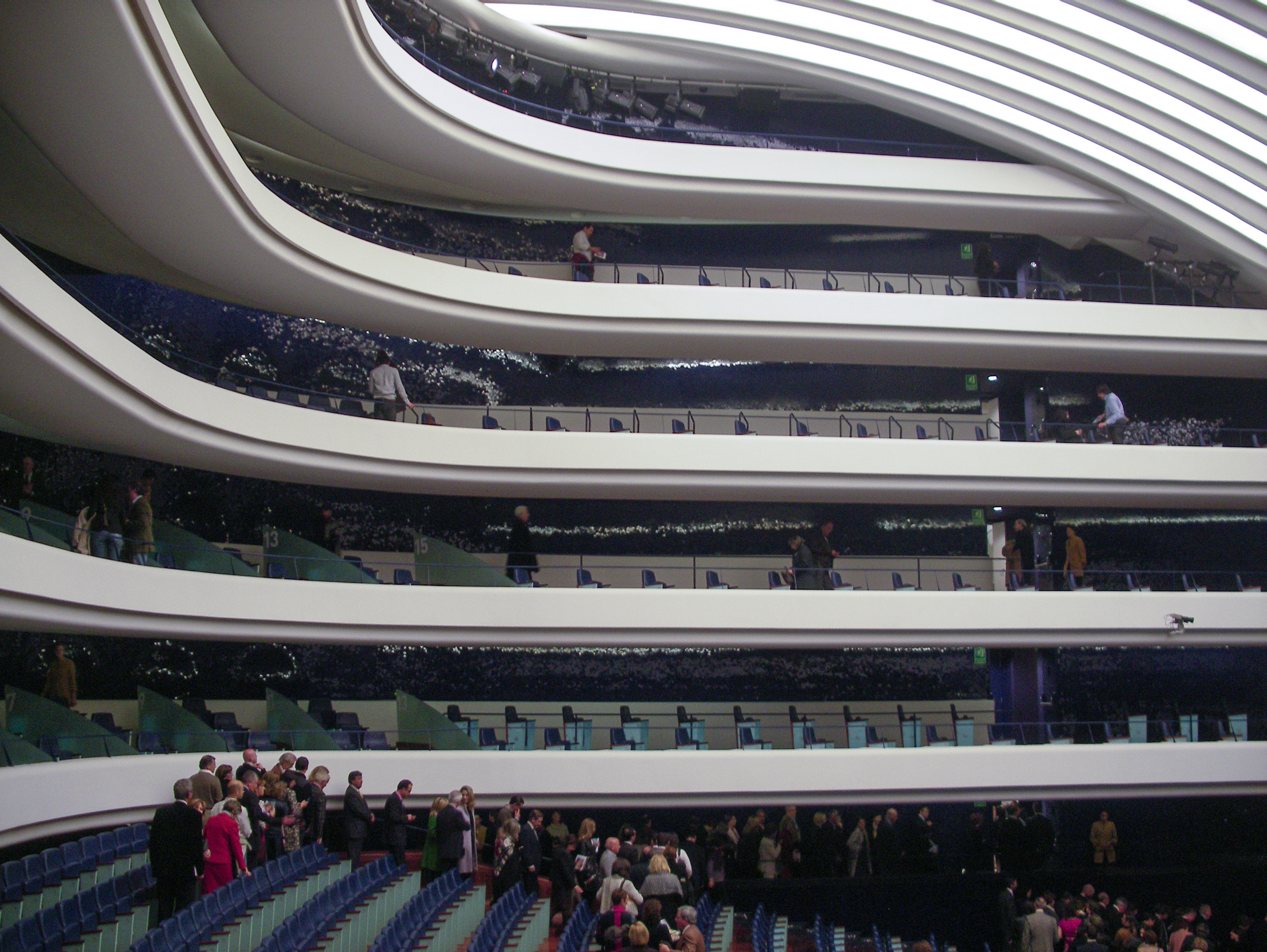
Imagen detalle Sala principal del Palacio de las Artes Reina Sofía. Platea alta y palcos.
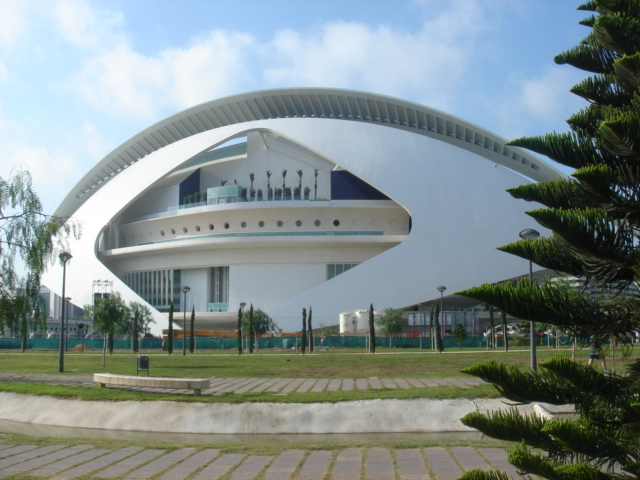
Palacio de las Artes Reina Sofía, vista norte.
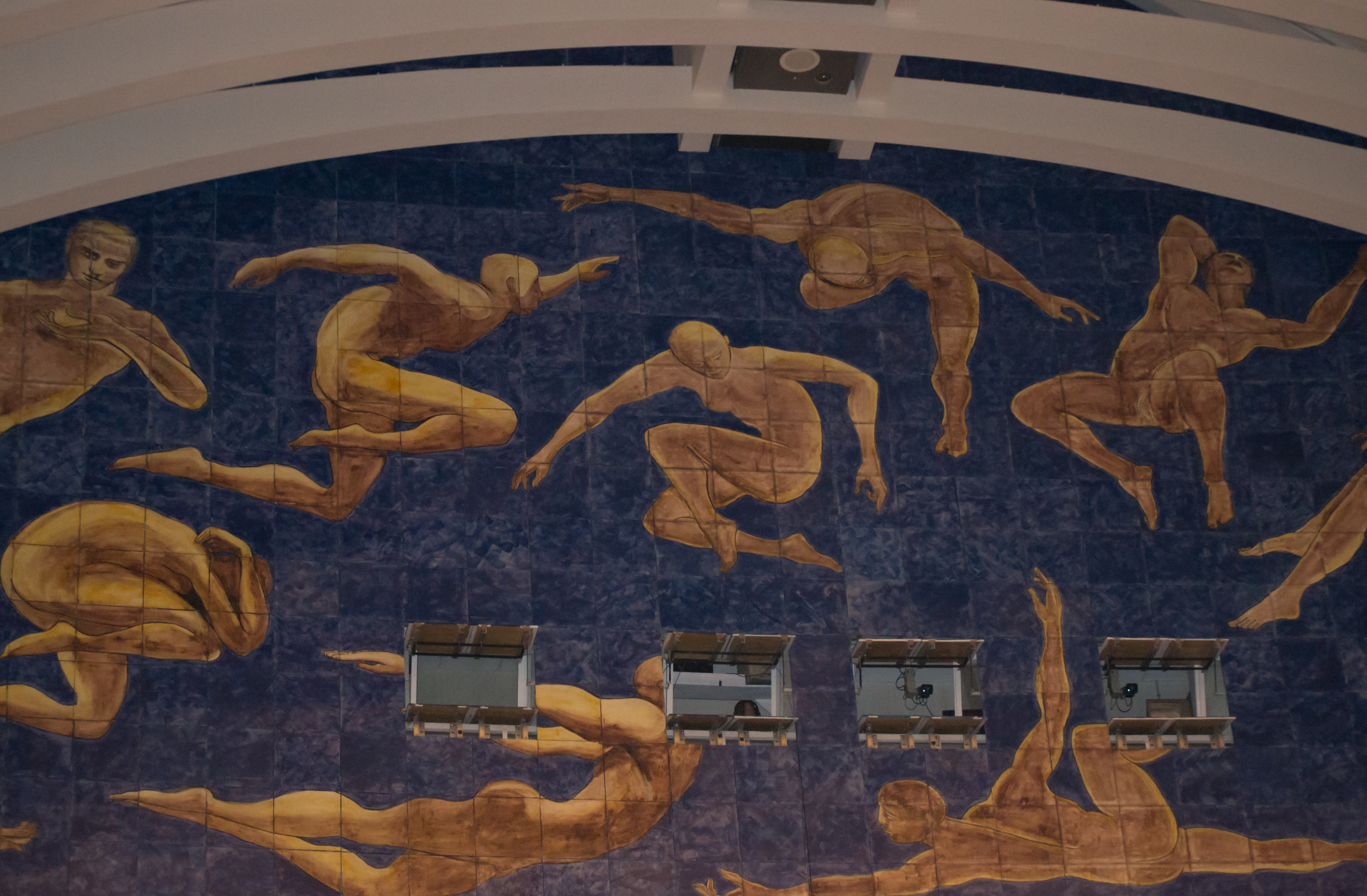
Detalle de la decoración del Auditorio